# Haliclona papillifera
Haliclona papillifera är en svampdjursart som först beskrevs av Swartschewsky 1905.  Haliclona papillifera ingår i släktet Haliclona och familjen Chalinidae. Inga underarter finns listade i Catalogue of Life.